# Cadmio nativo
Il cadmio nativo è un minerale di cadmio scoperto nel 1979 nel bacino del fiume Viljuj nella Siberia Orientale.

## Morfologia
Il cadmio è stato scoperto sotto forma di grani appiattiti di circa 0,2 mm con la superficie liscia.

## Origine e giacitura
Il cadmio è stato trovato in un concentrato di gabbro-dolerite. È associato con moissanite, piombo nativo, ferro nativo, stagno nativo, zinco nativo, alluminio nativo, leghe di rame e zinco, stagno ed antimonio, granato, spinello, cianite, corindone, rutilo, solfuri di ferro, rame, piombo, antimonio, zinco, arsenico e mercurio.